# Джикич, Ивица
Ивица Джикич (босн. Ivica Đikić; род. 11 марта 1977, Томиславград, Босния и Герцеговина, Югославия) ― хорватский и боснийский журналист и писатель.

## Биография
Родился 11 марта 1977 года в городе Томиславград, Босния и Герцеговина, Югославия.
Начал работать журналистом в возрасте 16 лет, писал для ежедневной газеты «Слободна Далмация».
В качестве журналиста Ивица Джикич оказал большое влияние на тематику левой газеты «Feral Tribune» из Сплита, где он работал в 1996 году. Впоследствии работал журналистом в нескольких газетах Хорватии. С 2001 года был редактором хорватских журналов, такие как «Novi List» и другие. Также известен как сценарист.

## Творчество
Свой первый роман Ивица Джикич опубликовал в 2003 году под названием «Цирк „Колумбия“», впервые вышедший в свет в издательстве «Feral Tribune». За этот роман награждён премией имени Меши Селимовича. События романа происходят в родном городе писателя в Томиславграде в Боснии и Герцеговине в начале 1990-х, непосредственно перед Боснийской войной.
В 2010 году по книге «Цирк „Колумбия“» боснийским кинорежиссёром Данисом Тановичем был снят одноимённый художественный фильм. Картина получила премию «Золотой апельсин» на МКФ в Анталии (2010). Фильм также официально выдвигался от Боснии и Герцеговины на соискание премии «Оскар» за 2010 год в категории «Лучший зарубежный фильм», но не вошёл в финальную пятёрку номинантов
В 2004 году Джикич опубликовал политическую биографию хорватского политического деятеля, второго президента независимой Хорватии Степана Месича. В 2007 году Ивица Джикич написал свой второй роман под названием «Зефир ничего», опубликованный издательством «Feral Tribune». В новую книгу вошли три рассказа: «Зелёный замок», «Попробуй уснуть, пожалуйста» и «Как будто ничего не произошло».
Ивица Джикич является главным сценаристом телевизионного сериала «Новин».

## Работы
- «Цирк „Колумбия“» (2003 г.) переведен на французский и итальянский языки; Премия имени Меша Селимович
- «Цирк «Колумбия»» (2009), сценарий к фильму Даниса Тановича в качестве соавтора.
- «Поворот Родины» (2004)
- «Зефир ничего: Зелёный замок — Попробуй уснуть, пожалуйста — как будто ничего не произошло» (2007)
- Сценарий к хорватскому телесериалу «Новине».